# James Walker (ciclista)
James R. Walker (1897, data de morte desconhecida) foi um ciclista sul-africano, que defendeu as cores de seu país nos Jogos Olímpicos de Antuérpia 1920. Conquistou duas medalhas nas diferentes provas que competiu, uma de prata no tandem, fazendo par com William Smith; e uma de bronze na perseguição por equipes, junto com o mesmo Smith, Sammy Goosen e Henry Kaltenbrunn.
Também disputou a corrida de 50 km e no contrarrelógio individual, sem terminar qualquer um deles; e foi eliminado na velocidade individual.